# Ron DeSantis
Ronald Dion DeSantis (Jacksonville, 14 de setembro de 1978) é um político e advogado americano que atua como o 46º governador da Flórida desde 2019. Antes de assumir o governo, DeSantis atuou como membro do Câmara dos Representantes dos Estados Unidos pelo 6º distrito da Flórida de 2013 a 2018.
Nasceu em Jacksonville, passou a maior parte de sua infância em Dunedin, Flórida. Formou-se na Universidade de Yale e na Harvard Law School. Ingressou na Marinha dos Estados Unidos em 2004, onde foi promovido a tenente antes de servir como conselheiro do SEAL Team One e ser enviado ao Iraque em 2007. Quando retornou aos Estados Unidos um ano depois, o Departamento de Justiça nomeou DeSantis para servir como procurador-assistente especial dos EUA no Gabinete do Procurador dos EUA no Distrito Médio da Flórida, cargo que ocupou até à sua dispensa honrosa em 2010.
DeSantis foi eleito pela primeira vez para o Congresso em 2012, derrotando a sua oponente democrata Heather Beaven. Durante o seu mandato, tornou-se um membro fundador do Freedom Caucus e era um conhecido aliado do presidente Donald Trump. Frequentemente criticou a investigação do procurador especial Robert Mueller sobre a interferência russa nas eleições presidenciais de 2016 nos Estados Unidos. Concorreu ao Senado dos Estados Unidos em 2016, mas desistiu quando o senador Marco Rubio buscou a sua reeleição.
Durante a sua campanha para governador em 2018, DeSantis enfatizou o seu apoio a Trump. Acabou por ganhar a indicação republicana em agosto e escolheu a deputada estadual Jeanette Nuñez como sua companheira de chapa. Os resultados próximos da eleição geral entre DeSantis e o candidato democrata, o presidente de câmara de Tallahassee, Andrew Gillum, desencadearam uma recontagem automática. Acabou certificado como vencedor com uma margem de vitória de 0,4%.
Durante a pandemia de COVID-19 na Flórida, resistiu à imposição de restrições como máscaras faciais, ordens de permanência em casa e requisitos de vacinação. Em maio de 2021, ele sancionou um projeto de lei que proibia empresas, escolas, navios de cruzeiro e entidades governamentais de exigir comprovação de vacinação.

## Infância e educação
DeSantis nasceu a 14 de setembro de 1978, em Jacksonville, Flórida, filho de Karen e Ronald Daniel DeSantis. O seu tetravô, Salvatore Storti, imigrou da Itália para os Estados Unidos em 1904, acabando por estabelecer-se na Pensilvânia. A sua tetravó Luigia Colucci juntou-se ao marido nos Estados Unidos em 1917. A sua mãe era enfermeira e o seu pai instalou caixas de classificação de TV da Nielsen.  A sua família mudou-se para Orlando, Flórida, antes de se mudarem para Dunedin, quando ele tinha seis anos. A sua irmã Christina Marie DeSantis nasceu a 5 de maio de 1985, em Orlando e morreu em 2015. Foi membro da equipe da Little League de Dunedin National que chegou à Little League World Series de 1991 em Williamsport, Pensilvânia. Frequentou a Escola Católica Nossa Senhora de Lourdes e a Dunedin High School, graduando-se em 1997.
Após o colegial, DeSantis estudou história na Universidade de Yale. Foi capitão do equipa de beisebol do colégio de Yale e juntou-se à fraternidade Delta Kappa Epsilon. Era um outfielder no time de beisebol da Yale; como veterano em 2001, ele teve a melhor média de rebatidas da equipe em 0,336. Enquanto estudava em Yale, teve vários empregos, incluindo assistente de eletricista e treinador de campo de beisebol. Formou-se na Yale em 2001 com um BA magna cum laude. Depois de passar um ano como professor de história na Darlington School, frequentou a Harvard Law School, graduando-se em 2005 com um Juris Doctor cum laude.

## Serviço Militar
Em 2004, durante o seu segundo ano na Harvard Law, foi comissionado como oficial da Marinha dos Estados Unidos e designado para o Corpo de Advogados Gerais da Marinha (JAG). Ele completou a Escola de Justiça Naval em 2005. Mais tarde naquele ano, recebeu ordens para o JAG Trial Service Office Command South East na Naval Station Mayport, Flórida, como promotor. Ele foi promovido de tenente, grau júnior a tenente em 2006. Trabalhou para o comandante da Força-Tarefa Conjunta-Guantanamo (JTF-GTMO), trabalhando diretamente com os detidos no Centro de Detenção Conjunta da Baía de Guantánamo.
Em 2007, reportou ao Naval Special Warfare Command Group em Coronado, Califórnia, onde foi designado para o SEAL Team One e implantado no Iraque com o aumento de tropas como consultor jurídico do SEAL Commander, Special Operations Task Force- Oeste em Fallujah.
Retornou aos Estados Unidos em abril de 2008, quando foi transferido para o Serviço Jurídico da Região Naval do Sudeste. O Departamento de Justiça dos Estados Unidos nomeou-o para atuar como procurador-assistente especial dos Estados Unidos no Gabinete do Procurador dos Estados Unidos no Distrito Central da Flórida. DeSantis foi designado como advogado de defesa do julgamento até sua dispensa honrosa do serviço ativo em fevereiro de 2010. Ele simultaneamente aceitou uma comissão de reserva como tenente no Corpo do Juiz Advogado Geral da Reserva da Marinha dos EUA. Foi premiado com a Medalha Estrela de Bronze, a Medalha de Comenda da Marinha e do Corpo de Fuzileiros Navais, a Medalha de Serviço da Guerra Global ao Terrorismo e Medalha da Campanha do Iraque.

## Câmara dos Representantes dos Estados Unidos

### Eleição de 2012

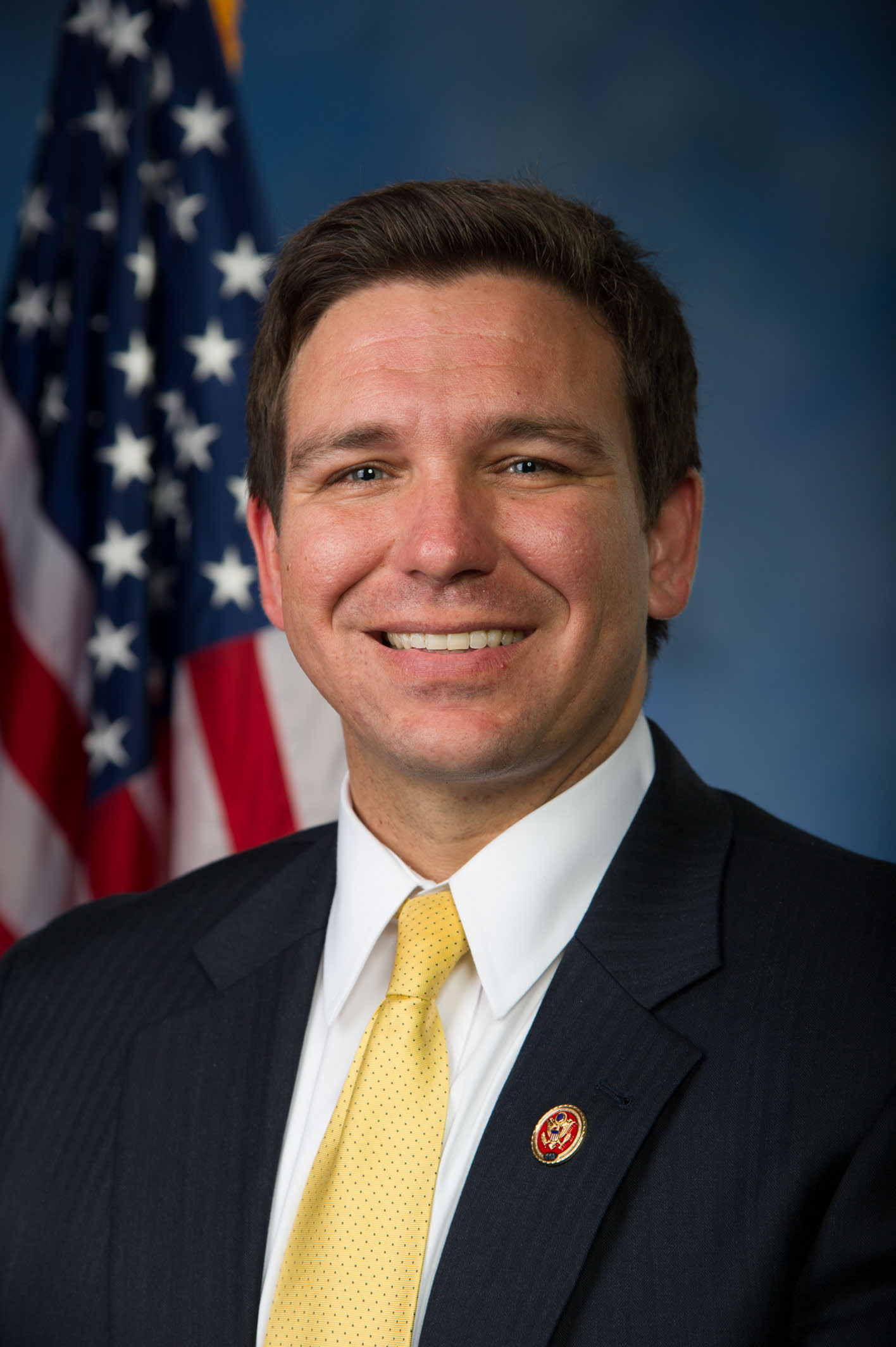
Retrato oficial de DeSantis na Câmara dos Representantes dos Estados Unidos (2013)

Em 2012, DeSantis anunciou que concorreria nas primárias republicanas para o 6º distrito congressional da Flórida. O distrito já havia sido o 7º, representado pelo republicano de 10 mandatos John Mica, mas a parte de Mica em Orlando havia sido atraída para o novo 7º Distrito, e ele optou por concorrer por lá, embora o novo 6º incluísse a maior parte de seu antigo território.
DeSantis venceu a primária republicana de seis candidatos com 39% dos votos, com o vice-campeão, deputado estadual Fred Costello, recebendo 23%. Nas eleições gerais de novembro, derrotou a candidata democrata Heather Beaven por 57-43%, com maiorias em todos os quatro condados.

#### Comités a que pertenceu
Antes do 114º Congresso dos Estados Unidos, DeSantis foi nomeado presidente do Subcomitê de Segurança Nacional . 
- Comissão de Relações Exteriores
  - Subcomitê para o Oriente Médio e Sul da Ásia
  - Subcomitê do Hemisfério Ocidental
- Comissão de Justiça
  - Subcomissão de Constituição e Justiça Civil
  - Subcomitê de Tribunais, Propriedade Intelectual e Internet
- Comitê de Supervisão e Reforma do Governo
  - Subcomitê de Força de Trabalho Federal, Serviço Postal dos EUA e Censo
  - Subcomitê de Crescimento Econômico, Criação de Emprego e Assuntos Regulatórios
- Comitê de Estudo Republicano.

### Legislação
DeSantis apresentou a Lei de Execução Fiel da Lei de 2014 (HR 3973; 113º Congresso) na Câmara a 29 de janeiro daquele ano. O projeto de lei teria instruído o Departamento de Justiça dos Estados Unidos a relatar ao Congresso sempre que qualquer agência federal se abstivesse de aplicar leis ou regulamentos por qualquer motivo. No seu relatório, o governo teria que explicar por que decidiu não aplicar essa lei. DeSantis falou a favor do projeto de lei, argumentando que "o presidente Obama não apenas falhou em cumprir várias das leis da nossa nação, ele prometeu continuar a fazê-lo para aprovar a sua agenda impopular. (...) O povo americano merece saber exatamente quais leis o governo Obama está se recusando a aplicar e por quê.".
Assinou uma promessa de 2013 patrocinada pela Americans for Prosperity prometendo votar contra qualquer legislação sobre aquecimento global que aumentasse os impostos.
Em 24 de agosto de 2017, adicionou um aditamento ao pacote de contas de gastos do ano fiscal de 2018 proposto que encerraria o financiamento para a investigação de Mueller "ou para a investigação sob essa ordem de assuntos ocorridos antes de junho de 2015" (o mês em que Trump anunciou que estava concorrendo a presidente) 180 dias após a aprovação do projeto de lei. A emenda visava contrariar um projeto de lei bipartidário escrito por dois senadores democratas e dois republicanos dos Estados Unidos que limitaria o poder do presidente de demitir o procurador especial. A emenda DeSantis procurou cortar o financiamento para a investigação em novembro de 2017. Também foi uma resposta à declaração do vice-procurador-geral Rod Rosenstein de que o DOJ "não realiza expedições de pesca". DeSantis afirmou que o despacho do DOJ, de 17 de maio de 2017, "não identificou um crime a ser investigado e praticamente convida uma expedição de pesca".
Foi um membro fundador do Freedom Caucus, um grupo de conservadores e libertários do Congresso.

### Candidatura ao Senado em 2016
A 6 de maio de 2015, anunciou a sua candidatura à vaga no Senado dos Estados Unidos ocupada por Marco Rubio, que inicialmente não havia anunciado a sua recandidatura devido à sua candidatura à presidência dos Estados Unidos. Foi endossado pelo conservador fiscal Club for Growth. Quando Rubio terminou a sua candidatura presidencial e concorreu à reeleição para o Senado, DeSantis desistiu da corrida para o Senado e concorreu à reeleição para a Câmara.

## Governador da Flórida

### Eleição

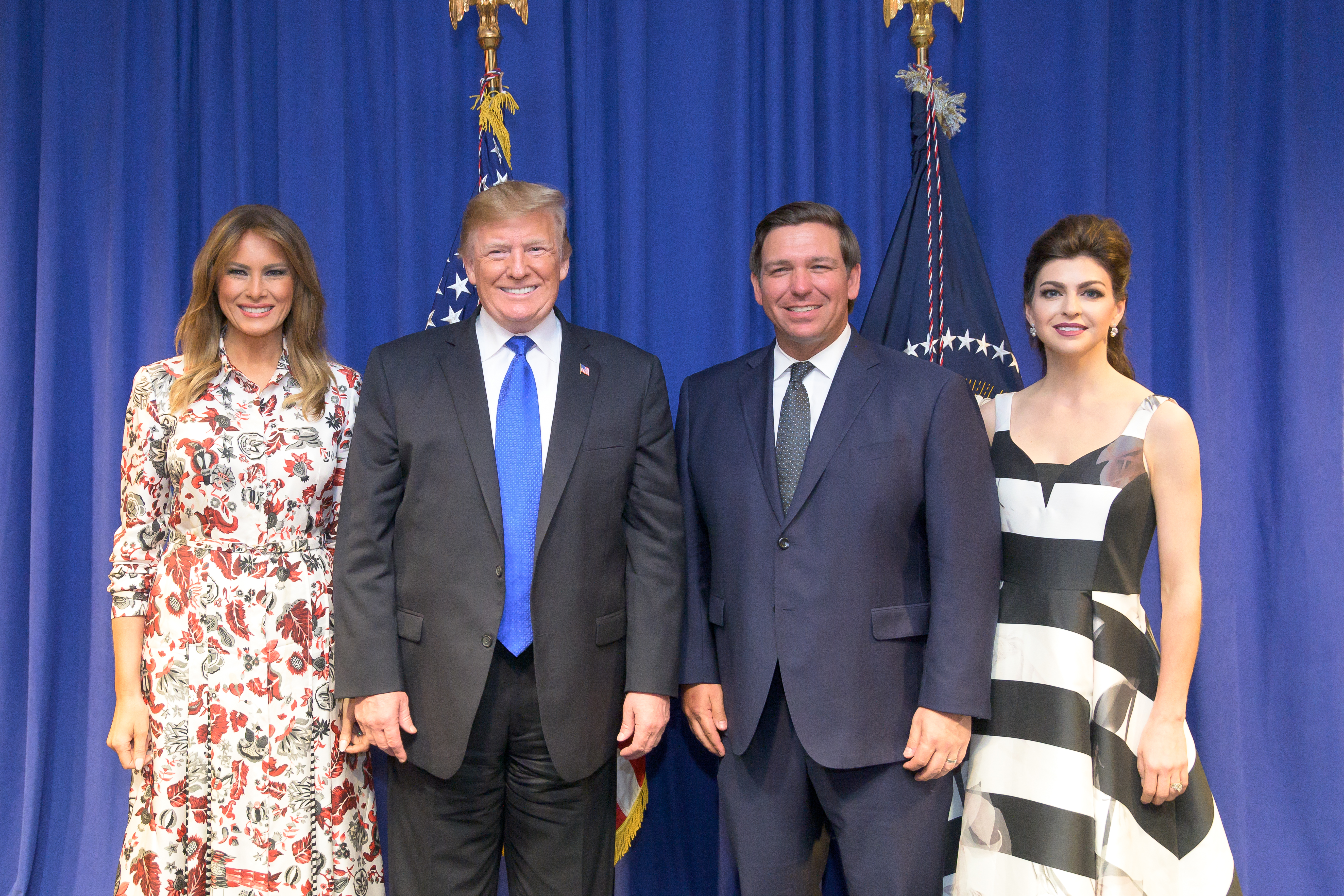
DeSantis e a sua esposa, Casey, com o presidente Donald Trump e a primeira-dama Melania Trump em fevereiro de 2019.

Em janeiro de 2018, DeSantis anunciou a sua candidatura a governador da Flórida para suceder o atual republicano Rick Scott. Trump disse em dezembro de 2017 que apoiaria DeSantis caso concorresse a governador. Durante a primária republicana, DeSantis enfatizou o seu apoio a Trump ao veicular um anúncio no qual DeSantis ensinava os seus filhos a "construir o muro" e dizer "Make America Great Again" e vestia um de seus filhos com um vermelho "Make América Great Again". Perguntado se poderia citar uma questão em que discordasse de Trump, DeSantis não identificou uma. A 30 de julho de 2018, Jonathan Martin do The New York Times escreveu que o apoio que a campanha primária de DeSantis recebeu demonstrou tanto a capacidade de Trump de fazer reis em um estado de tendência republicana quanto uma "nacionalização mais ampla da política conservadora", pela qual "uma disposição de lançar raios retóricos à esquerda, à mídia e ao conselheiro especial Robert S. Mueller pode substituir credenciais locais, endossos locais e preparação para um trabalho baseado no estado".
Em agosto de 2018, DeSantis ficou sob escrutínio depois de dizer: "A última coisa que precisamos fazer é tentar abraçar uma agenda socialista com enormes aumentos de impostos e falência do estado".
A 28 de agosto de 2018, DeSantis venceu as primárias republicanas. O seu oponente democrata nas eleições gerais foi Andrew Gillum. A corrida foi "amplamente vista como um sorteio".
Em setembro de 2018, DeSantis anunciou a deputada estadual Jeanette Núñez como sua companheira de chapa. Renunciou ao seu assento na Câmara a 10 de setembro de 2018, para concentrar-se na sua campanha para governador. No mesmo mês, DeSantis foi criticado por não ter uma plataforma política totalmente formada. Cancelou uma entrevista planejada com o Tampa Bay Times para ter mais tempo para montar uma plataforma antes de uma entrevista política detalhada.
Foi endossado pela Florida Police Chiefs Association. Na campanha, alguns xerifes endossaram DeSantis, enquanto outros xerifes apoiaram Gillum.

### Tomada de posse

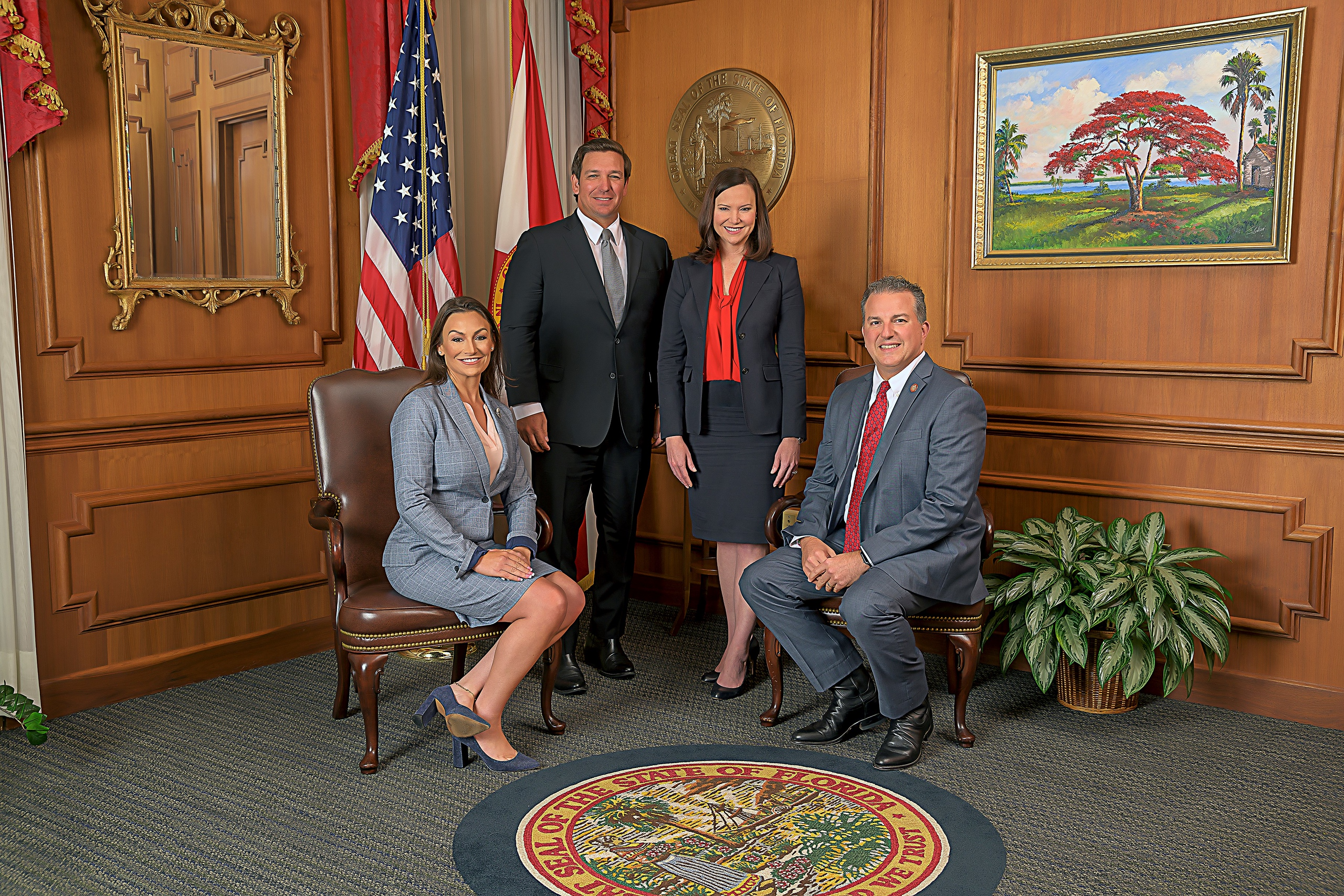
DeSantis com o procurador-geral da Flórida Ashley Moody, o diretor financeiro Jimmy Patronis e a comissária de agricultura Nikki Fried em 2019.

DeSantis tomou o juramento de posse com o secretário de estado da Flórida e tornou-se governador a 8 de janeiro de 2019. A cerimónia oficial de posse foi realizada ao meio-dia daquele dia. A 11 de janeiro, DeSantis perdoou postumamente o Groveland Four, e quatro homens negros falsamente condenados por estupro em 1949.
Em janeiro de 2019, suspendeu oficialmente o xerife do condado de Broward, Scott Israel, pela sua resposta aos tiroteios em massa no aeroporto de Fort Lauderdale e na Marjory Stoneman Douglas High School. DeSantis nomeou Gregory Tony xerife do condado de Broward.
Em suas duas primeiras semanas no cargo, DeSantis nomeou Barbara Lagoa, Robert J. Luck e Carlos G. Muñiz para preencher as três vagas na Suprema Corte da Flórida, mudando a maioria do tribunal de liberal para conservador. Substituiu todo o conselho do Distrito de Gerenciamento de Água do Sul da Flórida. Assinou uma ordem executiva de 2,5 bilhões de dólares para a qualidade da água e o trabalho de restauração de Everglades.  Em janeiro de 2019, assinou uma ordem executiva pedindo o fim do Common Core na Flórida.
DeSantis apoiou abertamente as disputas legais de Trump nas eleições presidenciais de 2020 nos Estados Unidos , instando-o a "lutar" e sugerindo que as legislaturas estaduais dos estados vencidos por Joe Biden poderiam se revoltar e selecionar chapas de eleitores presidenciais que votariam em Trump.
Em janeiro de 2021, a legislação elaborada por DeSantis foi apresentada ao Senado da Flórida visando proteger os monumentos confederados; permitir que o estado anule as decisões dos governos locais na redução do financiamento para a polícia; renunciar à imunidade soberana para os municípios, permitindo assim que as autoridades locais sejam processadas por fornecerem uma aplicação inadequada da lei; e impedir que pessoas feridas enquanto participam de protestos recebam indenizações. A advogada da União das Liberdades Civis Americanas, Kara Gross, descreveu o projeto como uma tentativa de "silenciar e criminalizar os manifestantes negros e os seus aliados que estão exercendo seus direitos da Primeira Emenda". Quando o projeto de lei foi apresentado a 6 de janeiro de 2021, no mesmo dia da invasão do Capitólio dos Estados Unidos, DeSantis disse que a legislação era uma contramedida para evitar que eventos semelhantes ocorressem.
A 2 de fevereiro de 2021, anunciou o seu apoio à legislação para reprimir a Big Tech e impedir a suposta censura política. Ele também anunciou o seu apoio a uma série de restrições à lei eleitoral. No mesmo mês, o governo de Biden ponderou impor restrições de viagem na Flórida e em outros locais domésticos para evitar a disseminação do COVID-19. DeSantis expressou o seu descontentamento com o que ele caracterizou como "tentar fechar a fronteira da FL" e anunciou a sua intenção de opor-se fervorosamente se executado.
Em março de 2021, propôs legislação para impor restrições e requisitos mais rigorosos para que as universidades da Flórida colaborem com os acadêmicos e universidades chinesas; ele disse que isso iria reprimir a espionagem económica pela China. Assinou dois desses projetos em junho. Em maio de 2021, assinou um contrato com a tribo Seminole da Flórida. Em junho de 2021, assinou um projeto de lei incentivando corredores de vida selvagem.
A 5 de maio de 2021, anunciou que todos os policias, bombeiros e paramédicos da Flórida receberiam um bónus de mil dólares.
Em sua sessão de 2021, a legislatura da Flórida aprovou as principais prioridades de DeSantis.
Durante 2021, houve especulações que concorreria à presidência nas eleições de 2024. A 7 de setembro, DeSantis disse que achava que tal especulação era "puramente fabricada". Durante uma aparição a 30 de setembro na Fox News, ele disse que concorreria à reeleição como governador em 2022, mas não estava pensando além disso. Candidatou-se à reeleição como governador a 5 de novembro e anunciou que tinha a 8 de novembro. Quando uma pesquisa de palha foi feita na Conferência de Ação Política Conservadora em 2022 para a indicação presidencial republicana de 2024, ele entraria no 2º lugar ficando 28% atrás de Donald Trump que estava em 1º lugar e que obteve 59% dos votos.
A 2 de dezembro de 2021, anunciou que, como parte de uma proposta de financiamento de 100 milhões de dólares para a Guarda Nacional da Flórida, 3,5 milhões de dólares seriam alocados para a reativação da Guarda Estadual da Flórida, uma força voluntária de defesa estadual que está inativa desde 1947.